# Гуни (Дагестан)
Гуни (авар. Гуни) — село в Казбековском районе Дагестана.
Образует муниципальное образование село Гуни со статусом сельского поселения как единственный населённый пункт в его составе.

## География
Расположено к востоку от реки Теренгул (Саласу).

## История
Первое упоминание о селении Гуни датируется XIII веком. Основано предком по имени Газурилав. Существует две версии происхождения названия села. В тюркских гунн «солнце», а «Гуни» якобы «солнечная сторона», хотя в слове нет тюркских локативов. На аварском языке кIу́наб «красивый, маленький», а КIуни как топоним может содержать типичный аварский локатив серии In («в») -ни, -ниб.

## Население
| 1889  | 1926  | 1939  | 1959  | 1970  | 1989  | 2002  |
| ----- | ----- | ----- | ----- | ----- | ----- | ----- |
| 612   | ↗1079 | ↗1401 | ↘1047 | ↗1655 | ↗1839 | ↗2544 |
| 2010  | 2012  | 2013  | 2014  | 2015  | 2016  | 2017  |
| ↗3101 | ↗3116 | ↗3131 | ↗3165 | ↗3242 | ↗3294 | ↗3327 |
| 2018  | 2019  | 2020  | 2021  | 2023  | 2024  | 2025  |
| ↗3342 | ↗3418 | ↗3449 | ↘3315 | ↗3343 | ↗3365 | ↗3403 |

Национальный состав
По данным всесоюзной переписи населения 1926 года и всероссийской переписи населения 2010 года: моноэтническое аварское село.

## Разное
На территории села функционируют общеобразовательная гимназия на 530 учащихся, ясли-сад на 120 мест, сельский дом культуры, фельдшерско-акушерский пункт, сельская библиотека, отделение почты. Село полностью газифицировано.
Население занимается в основном полеводством и животноводством.